# 매일아침
《매일아침》은 MBN에서 방영중인 아침 교양 정보 프로그램이다.

## 진행자
- 아나운서 유한솔
- 아나운서 김유진
- 리포터 유재필

## 방송 시간
- 2017년 9월 4일 ~ 2019년 12월 13일 : 평일 오전 10시 40분 ~ 11시 40분 (1시간)
- 2019년 12월 16일 ~ 2020년 2월 19일 : 평일 오전 10시 30분 ~ 11시 30분 (1시간)
- 2020년 2월 20일 ~ 2021년 8월 6일, 2023년 5월 2일 ~ 9월 8일 : 평일 오전 9시 30분 ~ 10시 30분 (1시간)
- 2021년 9월 6일 ~ 2022년 3월 4일 : 평일 오전 9시 30분 ~ 10시 20분 (50분)
- 2022년 3월 7일 ~ 2023년 4월 28일 : 평일 오전 10시 ~ 11시 (1시간)
- 2023년 9월 11일 ~ : 월요일 ~ 목요일 오전 9시 30분 ~ 10시 30분 (1시간)

## 타이틀 변천사
- 1대 : It Go 잇고 (2017년 9월 4일 ~ 2017년 9월 22일)
- 2대 : 생생 정보마당 (2017년 9월 25일 ~ 2025년 3월 31일)
- 3대 : 매일아침 (2025년 4월 1일 ~ 현재)

## 시청률
시청률 조사회사인 TNmS와 닐슨코리아에 따르면 매주 월요일부터 금요일까지 생방송 시청률 0~1%대를 수준입니다.

## 같이 보기
- 아침마당 (KBS 1TV)
- 무엇이든 물어보세요 (KBS 2TV)
- 생방송 오늘아침 (MBC TV)
- 모닝와이드 3부 (SBS TV)